# Orvinio
Orvinio település Olaszországban, Lazio régióban, Rieti megyében. Lakosainak száma 396 fő (2023. január 1.). Orvinio Percile, Scandriglia, Vallinfreda, Pozzaglia Sabina és Vivaro Romano községekkel határos.

## Népesség
A település lakossága az elmúlt években az alábbi módon változott:
| Lakosok száma | 393  | 387  | 396  |
|               | 2017 | 2018 | 2023 |